# Liste der Monuments historiques in Saint-Romain-de-Benet
Die Liste der Monuments historiques in Saint-Romain-de-Benet führt die Monuments historiques in der französischen Gemeinde Saint-Romain-de-Benet auf.

## Liste der Bauwerke
| Bezeichnung       | Beschreibung                  | Standort                       | Kennzeichnung | Schutzstatus | Datum | Bild           |
| ----------------- | ----------------------------- | ------------------------------ | ------------- | ------------ | ----- | -------------- |
| Camp de César     | aus dem 1. Jahrhundert        | (Lage)                         | PA00105225    | Classé       | 1886  |                |
| Kirche St-Romain  | Erbaut im 11./12. Jahrhundert | Rue du Maréchal Leclerc (Lage) | PA00105226    | Classé       | 1921  | weitere Bilder |
| Tour de Pirelonge | gallo-römischer Turm          | (Lage)                         | PA00105227    | Classé       | 1840  | weitere Bilder |

## Liste der Objekte

### Kirche St-Romain
| Bezeichnung                     | Beschreibung                                                                           | Standort | Kennzeichnung | Schutzstatus | Datum | Bild |
| ------------------------------- | -------------------------------------------------------------------------------------- | -------- | ------------- | ------------ | ----- | ---- |
| Gemälde Heiliger Hieronymus     | Öl auf Leinwand, vermutlich aus dem 18. Jahrhundert                                    | (Lage)   | PM17001251    | Inscrit      | 1981  |      |
| Chorbänke                       | Holz, 19. Jahrhundert                                                                  | (Lage)   | PM17001250    | Inscrit      | 1981  |      |
| Ensemble aus zwei Seitenaltären | zwei Altäre, jeweils mit Retabel und Tabernakel; Holz, farbig gefasst, 19. Jahrhundert | (Lage)   | PM17001249    | Inscrit      | 1981  |      |